# オブセッション 歪んだ愛の果て
『オブセッション 歪んだ愛の果て』（原題：Obsessed）は、2009年にアメリカで公開されたサスペンス映画。日本では劇場公開されずビデオスルーになった。

## ストーリー
シャロンは優しい夫デレクと幼い息子の3人で幸せな家庭を築いていた。しかし、デレクの職場に新たに派遣されてきた秘書リサのせいで、その幸せは脆くも崩れ去ってしまう。リサはデレクに対して偏執的な愛情を抱き始め、次第に彼女の行動はストーカーまがいにまで行き過ぎていく。

## キャスト
役名、俳優、日本語吹替。
- シャロン・チャールズ - ビヨンセ・ノウルズ（林真里花）
- デレク・チャールズ - イドリス・エルバ（乃村健次）
- リサ・シェリダン - アリ・ラーター（本田貴子）
- ジョー・ゲージ - ブルース・マッギル（宝亀克寿）
- ベン - ジェリー・オコンネル（中谷一博）
- モニカ・リーズ刑事 - クリスティーン・ラーティ（野沢由香里）
- サマンサ - スカウト・テイラー＝コンプトン

## スタッフ
- 監督：スティーヴ・シル
- 製作：ウィリアム・パッカー
- 製作総指揮：グレン・S・ゲイナー、マシュー・ノウルズ、ビヨンセ・ノウルズ、アーヴィン・“マジック”・ジョンソン、デヴィッド・ローヘリー、デイモン・リー、ジェフ・グラウプ
- 脚本：デヴィッド・ローヘリー
- 撮影：ケン・セング
- 音楽：ジム・ドゥーリー
- 編集：ポール・セイダー